# Stenothremma townesi
Stenothremma townesi är en stekelart som beskrevs av Shaw 1984. Stenothremma townesi ingår i släktet Stenothremma och familjen bracksteklar. Inga underarter finns listade i Catalogue of Life.